# Henryk Bolesta
Henryk Bolesta (Radom, 20 september 1957) is een Pools voormalig profvoetballer die voor onder meer Feyenoord (1988-89) en Roda JC (1989-93) speelde gedurende zijn carrière. De doelman is eenmalig Pools international.
Hij speelde op 7 oktober 1986 in Bydgoszcz tegen Noord-Korea zijn eerste en enige interland (2-2). Hij werd in dat duel overigens in de rust vervangen door Jacek Kazimierski. Voor hij naar Nederland kwam, was hij in eigen land actief voor Ruch Chorzów (1975-82) en Widzew Łódź (1982-88). Bolesta speelde in totaal 322 wedstrijden en was voor Roda JC in de seizoenen 1989-1990 en 1990-1991 actief in Europacup wedstrijden.
Bolesta had in 2012 samen met zijn zoon een winkel in tuningonderdelen voor Amerikaanse auto's. Anno 2025 hebben ze samen een bedrijf in Heerlen wat is gespecialiseerd in witgoed reparaties en onderdelen. Hij woont in Rimburg.

## Erelijst
Ruch Chorzów
- Pools landskampioen

1975, 1979
 Widzew Łódź
- Poolse bekerwinnaar

1985